# Universität Basel

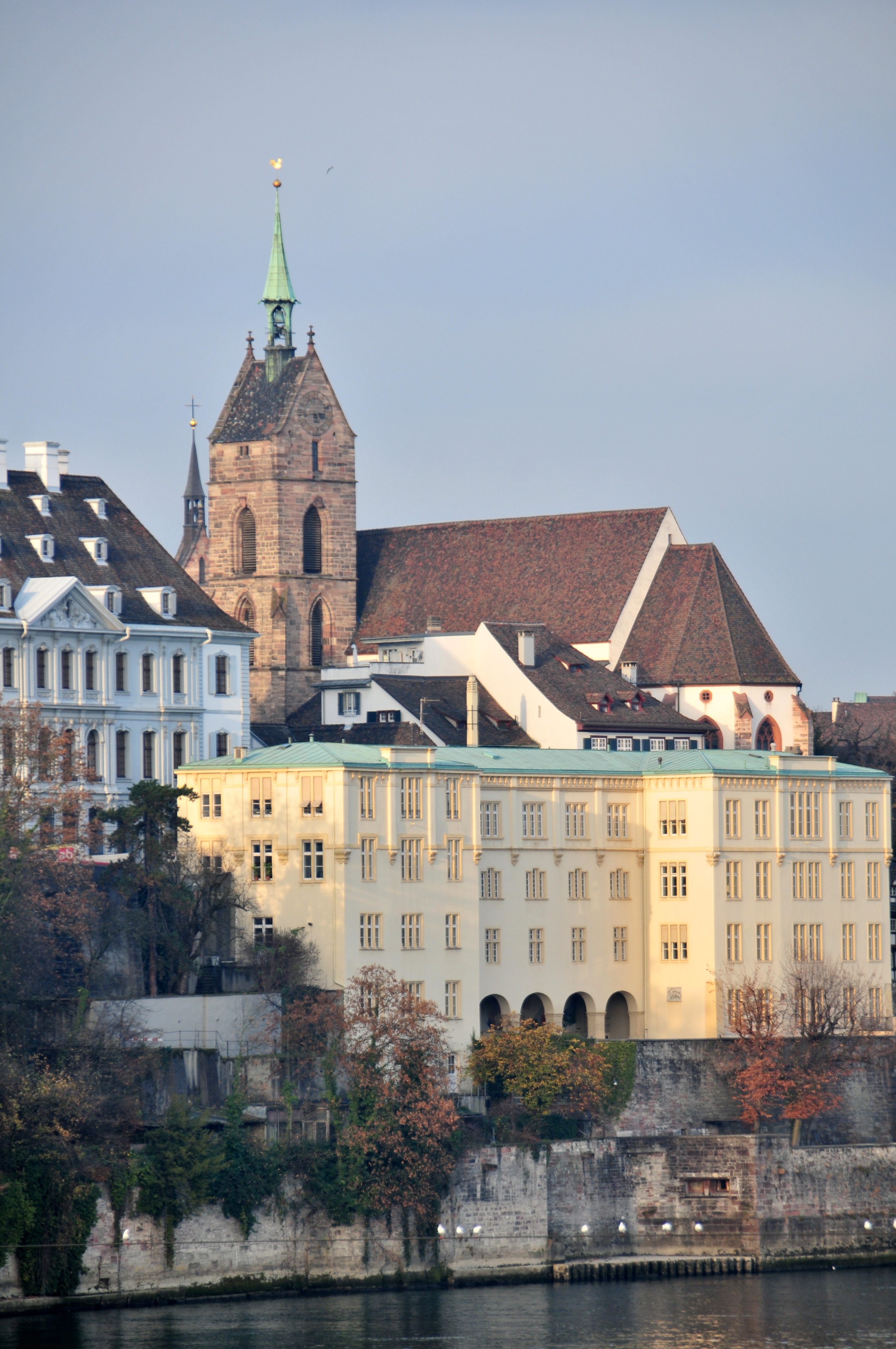
Historisches Hauptgebäude der Universität, das mit seinen Arkaden im Mittelbau die Formensprache der ersten italienischen Universität in Bologna zum Vorbild trägt

Die Universität Basel (lateinisch: Universitas Basiliensis) wurde im Jahr 1460 gegründet und ist somit die älteste Universität der Schweiz.
Sie gilt unter anderem auch aufgrund des geistigen Erbes des hier wirkenden Erasmus von Rotterdam als eine der Geburtsstätten des europäischen Humanismus. Im 19. Jahrhundert zählte dann neben dem Kunsthistoriker Jacob Burckhardt zu den berühmtesten Personen, die an der Universität lehrten, auch der Philosoph und Dichter Friedrich Nietzsche (Professor für griechische Sprache und Literatur). Insgesamt haben an der Universität bis dato zehn Nobelpreisträger und zwei Schweizer Bundespräsidenten studiert respektive gelehrt.
Die dazugehörende Universitätsbibliothek Basel ist eine der bedeutendsten Bibliotheken der Schweiz. Die universitären Einrichtungen, die sich in sieben Fakultäten gliedern, sind über die gesamte Innenstadt verteilt. Das Kollegienhaus aus dem Jahr 1939, nach den Formen und Linien des Neuen Bauens errichtet, mit mehreren Hörsälen und einer Aula mit Platz für 500 Personen sowie Arbeits- und Verwaltungsbüros liegt auf der Südseite des Petersplatzes.

## Geschichte

### Gründungsjahre

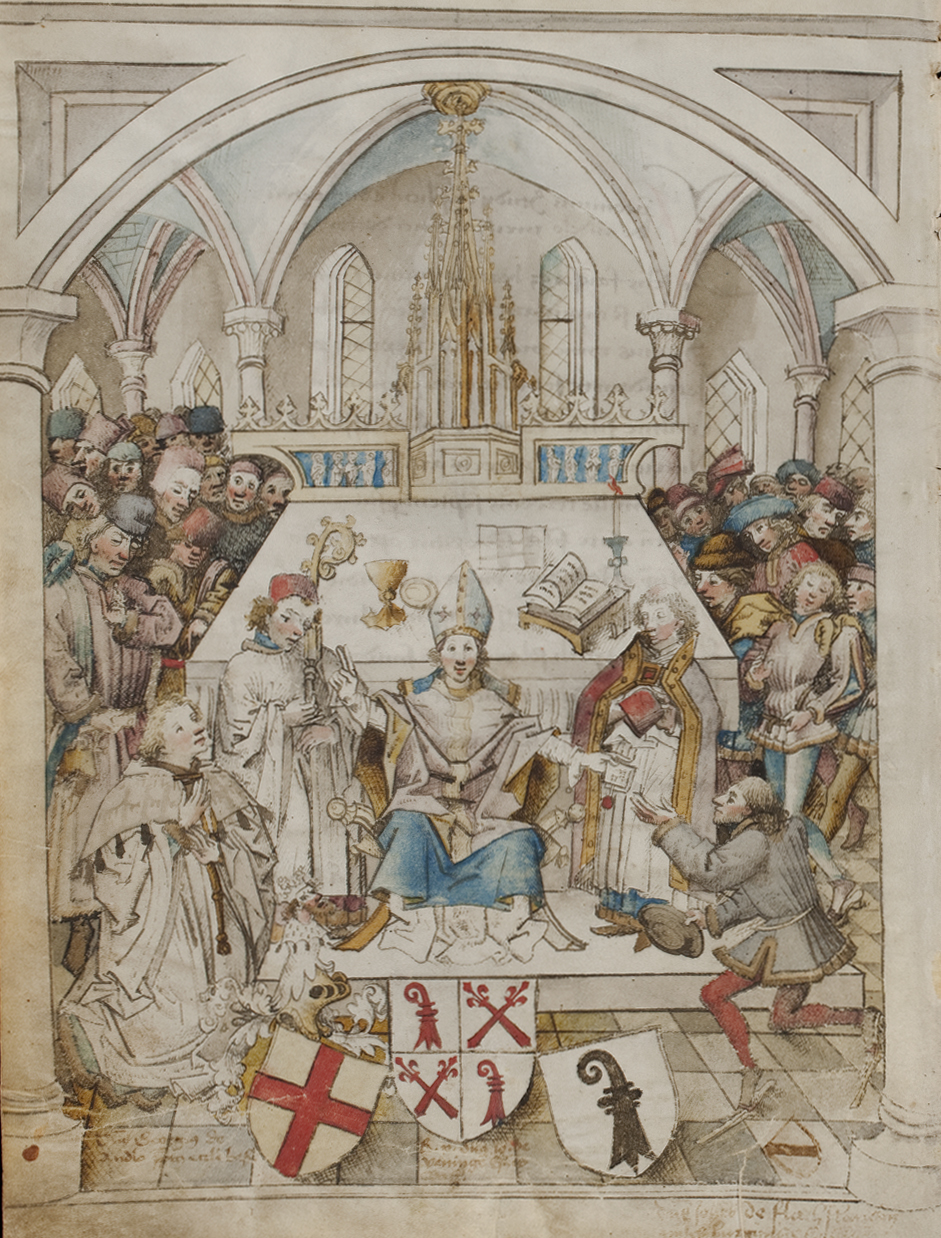
Bild der Gründungsfeier am 4. April 1460 im Basler Münster. Bischof Johann von Venningen ernennt den Dompropst Georg von Andlau zum ersten Rektor und gibt die Stiftungsurkunde Bürgermeister Hans von Flachslanden. Moderne Phantasiezeichnung nach der Wurstisen-Chronik

Bereits während des Basler Konzils (1431–1449) bestand eine Konzilsuniversität. Die Stiftungsurkunde für eine permanente Universität in Form einer päpstlichen Bulle von Papst Pius II. stammt allerdings vom 12. November 1459, die Gründungsfeier fand am 4. April 1460 statt. Den Betrieb nahm die Universität am Folgetag auf. Erster Rektor war der von Fürstbischof Johann von Venningen eingesetzte Dompropst Georg von Andlau. Ursprünglich verfügte die Universität Basel über vier Fakultäten – und zwar jene der Artisten, eine medizinische, eine theologische und eine juristische. Die Artistenfakultät (artes liberales) diente dabei bis zum Jahr 1818 als Grundlage für die drei anderen Studienfächer. Ursprünglich lagen sämtliche Hörsäle der Universität in Gebäuden am Rheinsprung.
Basel war schon wegen der Strahlkraft des Bischofs und der verschiedenen Orden seit langer Zeit Anziehungspunkt und Durchgangsort für Kleriker, Mönche und Intellektuelle und damit Ort der intellektuellen (theologischen, philosophischen und juristischen) Debatte und qualifizierte sich nicht zuletzt dadurch (nicht nur wegen der geografischen Lage an der Sprachgrenze und im Zentrum Europas und der guten Erreichbarkeit) als Austragungsort für das Basler Konzil. Dieses prägte die Stadt entscheidend und nachhaltig, sodass es zur Gründung der Universität Basel durch Papst Pius II., der früher als junger Kleriker als Schreiber am Konzil mitgearbeitet hatte, kam. Somit konnte der intellektuelle Austausch auch nach dem Konzil institutionalisiert und weitergeführt werden.
Unmittelbar in den ersten hundert Jahren erfuhr die Universität einen grossen Aufschwung, kamen doch sofort grosse Gelehrte in die Stadt, was Basel zu einem Zentrum der frühen Buchdruckerkunst (etwa die Offizinen der Amerbach, Froben und Petri) und des Humanismus (v. a. durch den Kleriker und Augustiner-Chorherren Erasmus von Rotterdam) machte. Die erste Erwähnung der Universitätsbibliothek Basel datiert von 1471.

### 16. Jahrhundert
Auseinandersetzungen um die Reformation und interne Konflikte zwischen ihren Anhängern und Gegnern führten die Universität zu Beginn des 16. Jahrhunderts in eine ernsthafte Krise. Kurz vor dem Durchbruch der Reformation in Basel verliessen 1529 zahlreiche Professoren und Studenten die Stadt und zogen nach Freiburg im Breisgau. Daraufhin wurde die Universität vom Rat der Stadt Basel suspendiert und erst 1532 nach einer Revision der Statuten wiedereröffnet. Dennoch fallen in diese Zeit auch wissenschaftliche Fortschritte: 1531 führte der Mediziner Oswald Bär an der medizinischen Fakultät die erste öffentliche anatomische Sektion durch.
In den folgenden Jahrzehnten zog die Universität renommierte Dozenten an, wozu auch das Buch- und Druckwesen in Basel sowie ein vergleichsweise tolerantes religiöses Klima beitrugen. 1588 wurde der «hortus medicus», der spätere Botanische Garten der Universität Basel, eingerichtet. Die Universitätsbibliothek gewann durch den Aufschwung des humanistischen Buchdrucks und durch die Eingliederung von Bücherbeständen aus Klöstern, die nach der Reformation aufgelöst und verstaatlicht worden waren, stark an Umfang und an Bedeutung. Mit seiner internationalen Ausstrahlung zog Basel zunehmend ausländische Studierende an und entwickelte sich zu einer beliebten Ausbildungsstätte für Mediziner und Juristen.

### 17. und 18. Jahrhundert
Im 17. Jahrhundert erlebte die Universität eine verstärkte Regionalisierung. Familien der städtischen Elite übten einen massgeblichen Einfluss auf die Universität aus, was Klientelismus und Vetternwirtschaft begünstigte. Dennoch waren in dieser Zeit auch namhafte Akademiker von europäischer Geltung an der Universität Basel tätig. Beispielhaft dafür steht die Gelehrtendynastie der Bernoulli, die zahlreiche berühmte Wissenschaftler hervorbrachte.
Im Lauf des 18. Jahrhunderts verlor die Universität zunehmend an Bedeutung, was zu langwierigen Reformdiskussionen führte. Diese Phase wurde erst mit dem Erlass des Universitätsgesetzes von 1818 beendet, das die Universität vollständig unter die Kontrolle des Staates stellte.

### 19. Jahrhundert
Die Basler Kantonstrennung von 1833 führte zu internen Spannungen und stellte Stadt und Universität vor grosse ökonomische Herausforderungen. Gleichzeitig löste sie auch ein verstärktes Engagement der städtischen Trägerschaft aus und markierte den Beginn einer Modernisierung, von der vor allem die aufstrebenden Naturwissenschaften profitieren konnten.

### 20. und 21. Jahrhundert
Mit der wachsenden Bedeutung der Naturwissenschaften wurden in der zweiten Hälfte des 19. Jahrhunderts mehrere neue Fächer geschaffen. „Einen Höhepunkt (in dem sich aus der Allgemeinchirurgie herausbildenden Fach der Urologie) bildete die überhaupt erstmalig am Menschen durchgeführte Peritonealdialyse, die zahlreichen anurischen Kranken das Leben gerettet“ hat. 
Im Jahr 1937 wurden die Naturwissenschaften offiziell in der Philosophisch-Naturwissenschaftlichen Fakultät zusammengefasst. Ein Chemiker war denn auch der erste Nobelpreisträger der Universität Basel: Tadeus Reichstein, seit 1938 Professor für Pharmazeutische Chemie in Basel, erhielt 1950 den Nobelpreis für Physiologie oder Medizin für die Isolierung der Steroide der Nebennierenrinde.
Nach der Machtergreifung der Nationalsozialisten in Deutschland im Jahr 1933 emigrierten zahlreiche renommierte deutsche Akademiker aufgrund der politischen Lage in die Schweiz nach Basel, wobei auch einige Schweizer Wissenschaftler wieder zurückkehrten. Zu nennen sind hier unter anderem die Namen des Rechtsprofessors Arthur Baumgarten (1933), der Theologen Karl Barth (1935) und Fritz Lieb (1937), des Biochemikers und Philosophen Jeschajahu Leibowitz (1934) und nach Ende des Zweiten Weltkrieges des Philosophen und Psychiaters Karl Jaspers von der Universität Heidelberg (1948) sowie des Chirurgen Rudolf Nissen (1952).
Als pionierhaft galt 1971 die Errichtung des Biozentrums der Universität Basel, mit dem eine interdisziplinäre Forschungseinrichtung geschaffen wurde, die die verschiedenen biologisch-naturwissenschaftlichen Disziplinen zusammenführte. Zu seinen Gründervätern zählt der Mikrobiologe Werner Arber, der 1978 mit dem Nobelpreis für Physiologie oder Medizin ausgezeichnet wurde.
Die Zusammenlegung der wirtschaftswissenschaftlichen Fächer führte 1988 zur Bildung des Wirtschaftswissenschaftlichen Zentrums, das 1997 in der Wirtschaftswissenschaftlichen Fakultät aufging. Als siebte Fakultät der Universität Basel erfolgte 2003 die Gründung der Fakultät für Psychologie.

### Frauen an der Universität Basel
Im Jahr 1890 wurde an der Universität das Frauenstudium eingeführt, innerhalb der Schweiz praktisch zeitgleich mit der Universität Freiburg im Üechtland (1889). Die erste Studentin war die spätere Medizinerin Emilie Louise Frey, die sich 1890 immatrikulierte. Die erste Basler Professorin war die Slawistin Elsa Mahler, die 1938 zur ausserordentlichen Professorin ernannt wurde. Der Anteil Frauen bei den Studierenden und Doktorierenden lag im Herbstsemester 2023 bei 57,6 Prozent.

## Organisation
Die Universität wird von den Kantonen Basel-Stadt und Basel-Landschaft gemeinsam getragen, womit sie die einzige Schweizer Hochschule darstellt, die von mehr als einem Kanton finanziert wird. Die Basis dafür legte der Universitätsvertrag von 1995, in dem die beiden Kantone eine wesentliche Beteiligung von Baselland an der Führung und Finanzierung der Universität vereinbarten. Mit dem Inkrafttreten eines neuen Universitätsgesetzes 1996 wurde die Universität gleichzeitig aus der staatlichen Verwaltung herausgelöst und als öffentlich-rechtliche Anstalt mit eigener Rechtspersönlichkeit und weitgehender institutioneller Autonomie neu organisiert. Seither ist der Universitätsrat das oberste Leitungsgremium, dessen Mitglieder von den Regierungen der Trägerkantone gewählt werden. Die gemeinsame Trägerschaft wurde 2007 in einem Staatsvertrag zwischen den beiden Kantonen bekräftigt.
Die Universität ist Mitglied von Swissuniversities sowie des trinationalen Hochschulverbunds Eucor – The European Campus.

### Fakultäten
Die Universität Basel gliedert sich in sieben Fakultäten:
- Theologische Fakultät
- Juristische Fakultät
- Medizinische Fakultät
- Philosophisch-Historische Fakultät
- Philosophisch-Naturwissenschaftliche Fakultät
- Wirtschaftswissenschaftliche Fakultät
- Fakultät für Psychologie

Als Volluniversität verfügt die Universität über ein Studienangebot, das die grundlegenden wissenschaftlichen Fachbereiche abdeckt. In der Forschung legt die Universität laut ihrer «Strategie 2022–2030» einen besonderen Fokus auf Naturwissenschaften, Life Sciences und Medizin. Das spiegelt sich in den Nationalen Forschungsschwerpunkten (NFS) wider, in denen die Universität als Leading House oder als Co-Leading House agiert: Molecular Systems Engineering (seit 2014), AntiResist und SPIN (beide seit 2020). Der NFS Nanowissenschaften (2001–2013) wurde in das Swiss Nanoscience Institute überführt; der NFS Bildkritik (2005–2017) und der NFS QSIT (2010–2022) wurden ordentlich beendet; der NFS Sesam wurde 2009 eingestellt.

### Assoziierte Institute
Die Universität Basel unterhält eine Assoziierungsvereinbarung mit sechs rechtlich selbstständigen Forschungsinstitutionen. An ihnen forschen Professoren, die von der Universität ernannt werden und einer ihrer Fakultät angehören.
- Basel Institute on Governance
- Friedrich-Miescher-Institut
- Institute of Molecular and Clinical Ophthalmology Basel
- Schweizerisches Tropen- und Public-Health-Institut
- Swisspeace
- Schweizerisches Zentrum für Rettungs-, Notfall- und Katastrophenmedizin

Die medizinische Forschung wird in Zusammenarbeit mit dem Universitätsspital Basel und weiteren universitären Kliniken wie den Universitären Psychiatrischen Kliniken Basel geleistet. Zudem pflegt die Universität Basel eine enge Zusammenarbeit mit dem Departement Biosysteme der ETH Zürich in Basel.

### Museen
Die Universität führt mit dem Anatomischen Museum und dem Pharmaziemuseum zwei eigene Museen.

## Bedeutende Gebäude der Universität

### Alte Universität

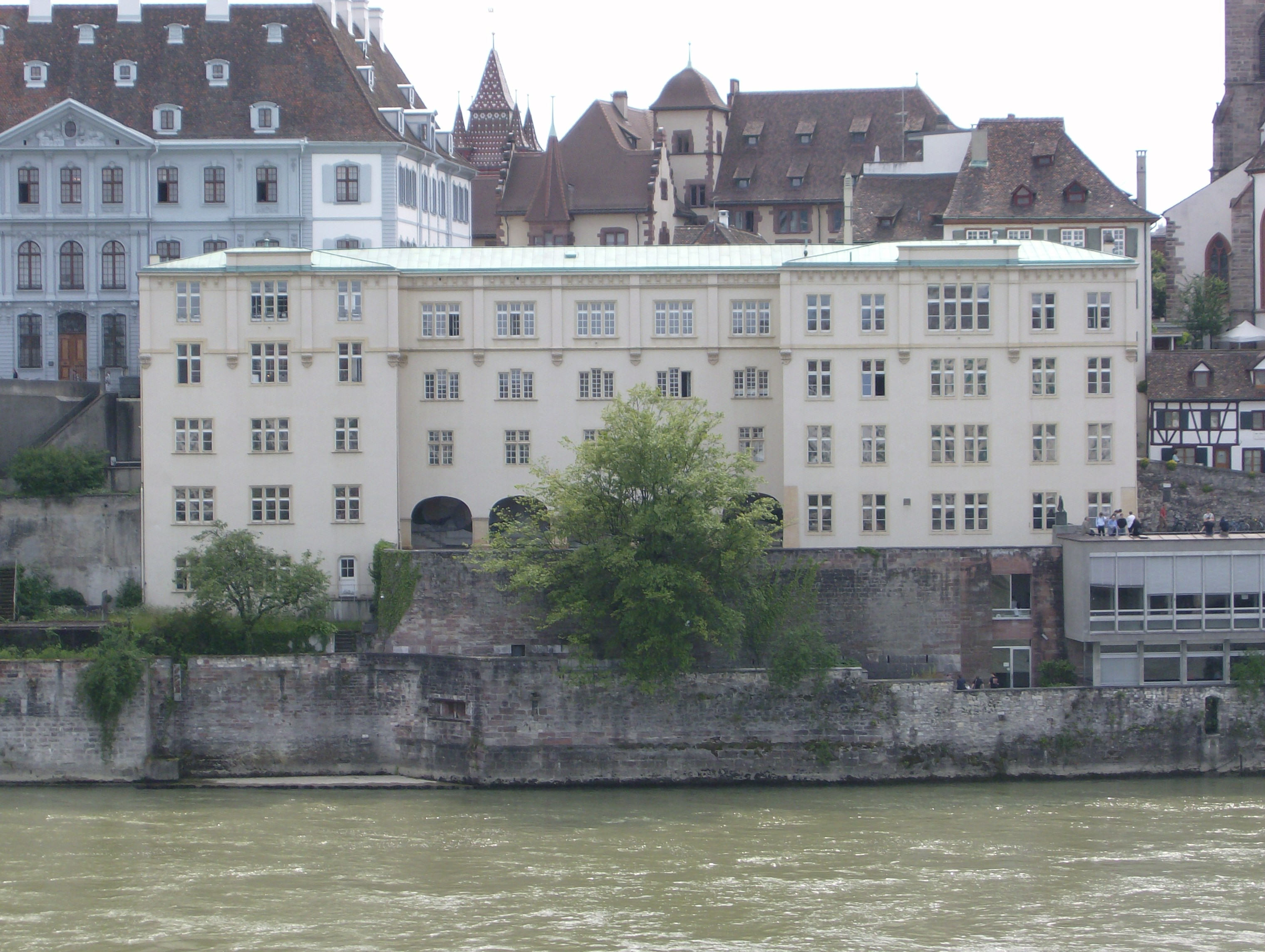
Die «Alte Universität», bis 1939 das universitäre Hauptgebäude, erhielt ihr heutiges Erscheinungsbild mit dem Umbau von 1860

Das erste Domizil der Universität befand sich am Rheinsprung. Die mehrfach umgebaute und erweiterte «Alte Universität» bildete von der Gründung im Jahr 1460 bis zur Eröffnung des Kollegienhauses am Petersplatz 1939 den Hauptsitz der Universität. Das Gebäude wurde auch als «Unteres Kollegium» bezeichnet, als nach der Reformation das Augustinerkloster der Universität zur Verfügung gestellt und zum «Oberen Kollegium» wurde. An der Rheinhalde wurde 1589 auch der erste botanische Garten der Universität und einer der frühesten nördlich der Alpen eingerichtet.
In den Jahren 1859/60 wurde die mehrteilige, teilweise ins Spätmittelalter zurückreichende Gebäudegruppe unter der Leitung des Architekten Johann Jakob Stehlin des Jüngeren um ein Geschoss aufgestockt und zu einem Gesamtbau zusammengefasst. Die Architekten Florian Vischer und Georges Weber erweiterten das Gebäudevolumen, indem sie 1959/61 zusätzliche Hörsäle und Seminarräume im rheinseitigen Gebäudesockel anlegten. 2014/15 wurden Altbau und Anbau sowie 2017 der historische Garten saniert.

### Kollegienhaus

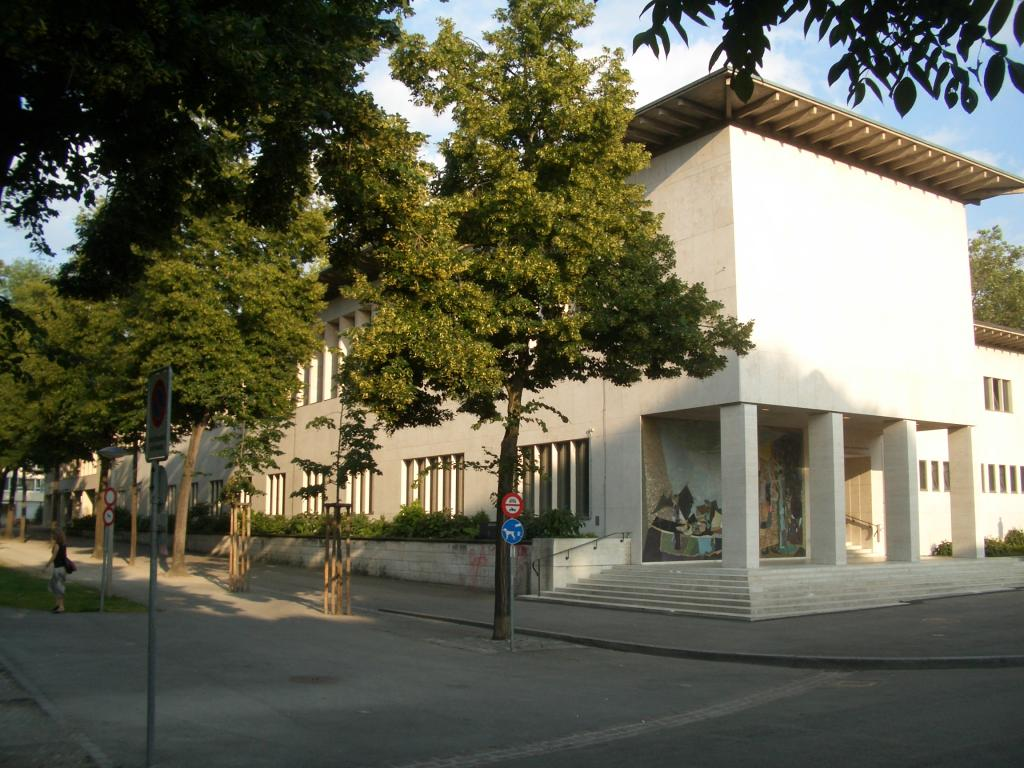
Das Kollegienhaus der Universität Basel am Petersplatz aus dem Jahr 1939 greift die Formensprache des Neuen Bauens auf

Das Kollegienhaus am Petersplatz wurde 1939 als neues Hauptgebäude der Universität eröffnet. Es beherbergt Hörsäle, Seminarräume sowie die Aula der Universität. Ebenso befinden sich darin eine Cafeteria sowie Teile der Universitätsverwaltung. Das Gebäude wurde von Roland Rohn, einem Schüler Otto R. Salvisbergs, konzipiert und nimmt grösstenteils die Formensprache des Neuen Bauens auf. Ausgestattet ist das Kollegienhaus mit Werken von Künstlern wie Alexander Zschokke, Walter Eglin, Jakob Probst, Coghuf, Karl Glatt und Fritz Bürgin.

### Universitätsbibliothek

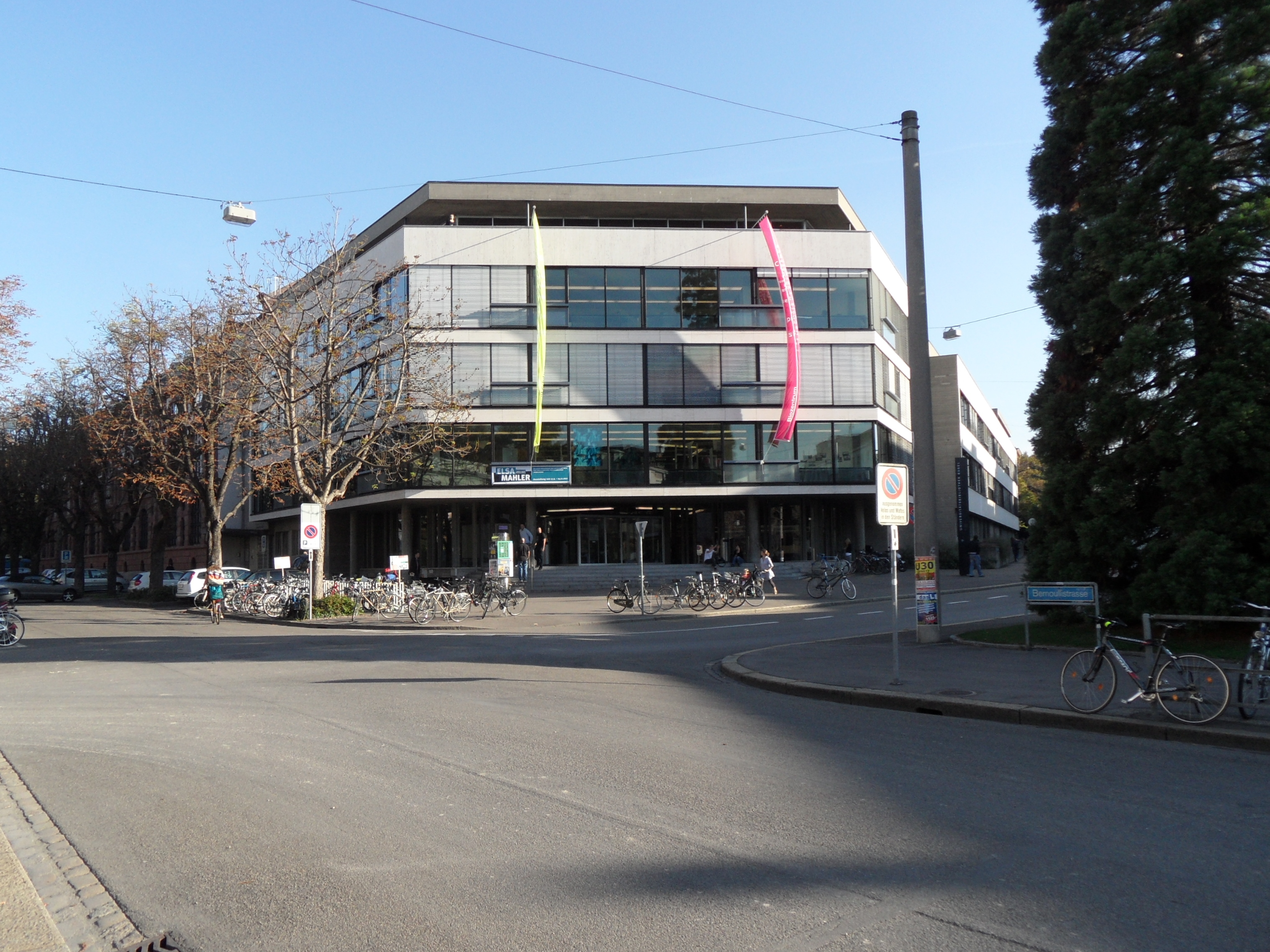
Öffentliche Bibliothek der Universität Basel

Die erste Erwähnung der Universitätsbibliothek Basel datiert von 1471. Heute umfasst ihr Bestand rund 7,5 Millionen gedruckte und elektronische Medien. Damit zählt sie zu den bedeutendsten wissenschaftlichen Bibliotheken der Schweiz. Das heutige Bibliotheksgebäude wurde in den Jahren 1959–1965 nach Plänen des Architekten Otto Senn in mehreren Etappen gebaut.

### Bernoullianum
Das Bernoullianum – direkt bei der Universitätsbibliothek gelegen und nach der Mathematikerfamilie Bernoulli benannt – steht unter Denkmalschutz und wurde 1872 als erstes der Naturwissenschaft dienendes Universitätsgebäude erstellt. Als einstige Anstalt für Physik, Chemie und Astronomie befand sich in ihm bis 1928 die Basler Sternwarte, wovon die Kuppel auf seinem Dach zeugt.

### Biozentrum und Pharmazentrum

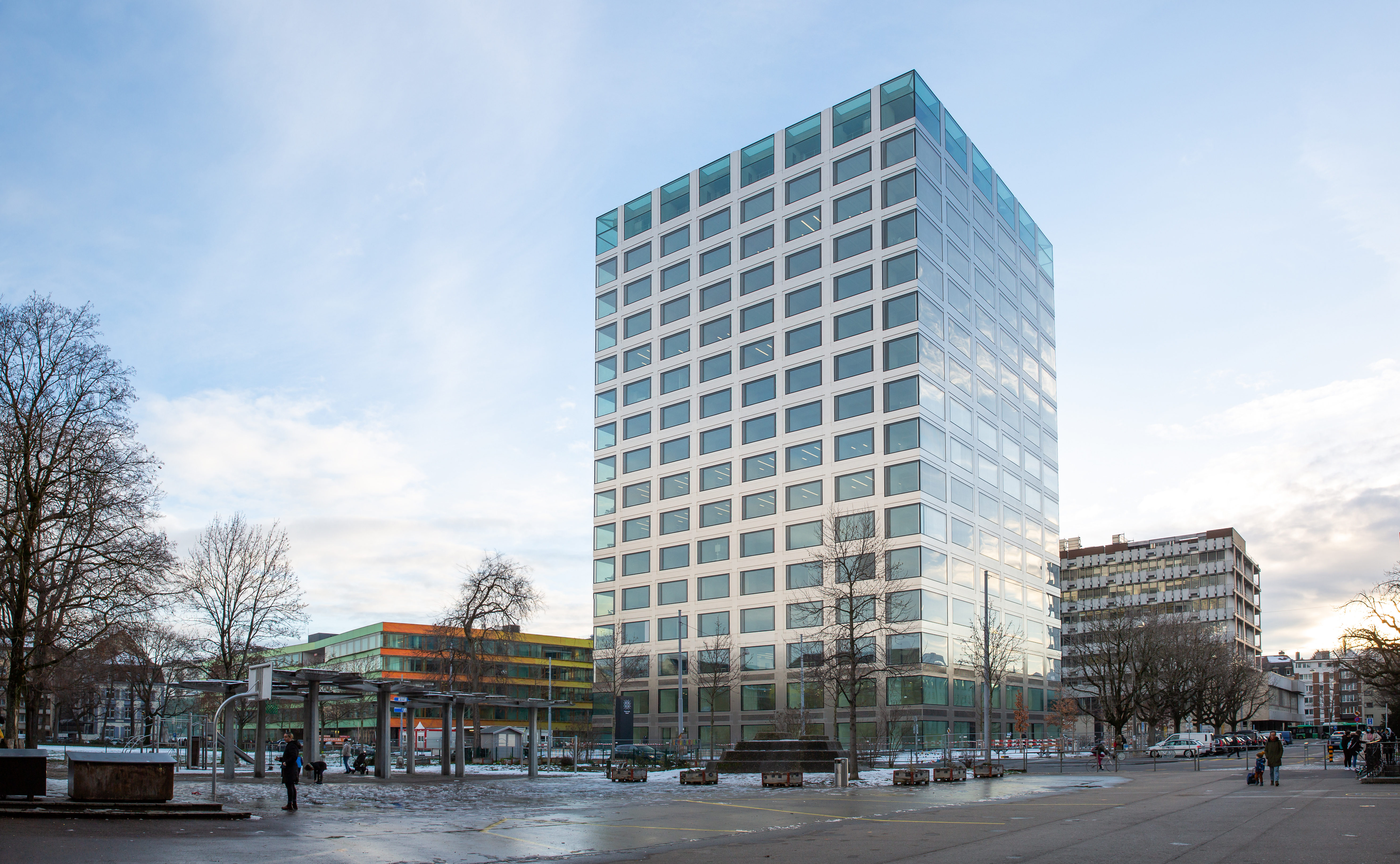
Biozentrum der Universität Basel

Der Neubau Biozentrum, entworfen von den Architekten Andreas Ilg und Marcel Santer, wurde nach einer achtjährigen Bauzeit 2021 eröffnet. Der Neubau ersetzt das ehemalige Biozentrum, das vom Architekten Martin Burckhardt gestaltet und im Jahr 1971 eröffnet worden war. Das turmförmige, 73 Meter hohe Forschungsgebäude bildet den zentralen Baustein des Campus Schällemätteli, auf dem die Universität ihre Life-Sciences-Einrichtungen konzentriert.
Das im Jahr 2000 eröffnete Pharmazentrum wurde als Erweiterungsbau des benachbarten Biozentrums realisiert und war mit diesem bis 2021 verbunden. Es enthält Hörsäle, Praktikumsräume und Laborräume, die vor allem von den pharmazeutische Wissenschaften genutzt werden.

### Campus Petersplatz
Am Nadelberg befinden sich die Theologische Fakultät und einige Seminare, insbesondere der Geistes-, Sprach- und Literaturwissenschaften, in spätmittelalterlichen Gebäuden.

### Standort Bahnhof
Die Juristische und die Wirtschaftswissenschaftliche Fakultät sind im Jacob-Burckhardt-Haus in unmittelbarer Nähe zum Bahnhof Basel SBB eingemietet.

## Rankings
In den vergangenen Jahren wurde die Universität Basel in den gängigen internationalen Hochschulrankings zumeist den weltweit besten hundert bis hundertfünfzig Universitäten zugerechnet, wobei der einzelne Rang von Jahr zu Jahr stärkeren Schwankungen unterworfen war. Im Academic Ranking of World Universities des Jahres 2023 belegt sie Rang 81. Das THE World University Ranking positionierte die Universität für das Jahr 2024 an 123. Stelle, während die QS World University Rankings sie für das Jahr 2024 auf Rang 124 anführten.

## Persönlichkeiten
Die Universität gilt im nationalen Rahmen als eine der führenden Hochschulen der Schweiz und zählt eine hohe Anzahl an Politikern, Wissenschaftlern, Denkern und Kulturschaffenden als Dozierende und Alumni:

### Rektoren
- Liste der Rektoren an der Universität Basel
- Werner Arber, Mikrobiologe und Nobelpreisträger, 1986–1988
- Karl Pestalozzi, Germanist, 1990–1992
- Luzius Wildhaber, Jurist, 1992–1994
- Hans-Joachim Güntherodt, Physiker, 1994–1996
- René Frey, Wirtschaftswissenschaftler, 1996–1998
- Ulrich Gäbler, Kirchenhistoriker, 1998–2006
- Antonio Loprieno, Ägyptologe, 2006–2015
- Andrea Schenker-Wicki, Betriebswirtschaftlerin, seit 1. August 2015

### Dozenten
- Bonifacius Amerbach (1495–1562), Jurist, Humanist, Professor und Komponist
- Werner Arber (* 1929), Mikrobiologe, Nobelpreis für Physiologie oder Medizin 1978
- Johann Jakob Bachofen (1815–1887), Rechtshistoriker, Altertumsforscher und Anthropologe
- Karl Barth (1886–1968), Theologe
- Arthur Baumgarten (1884–1966), Jurist, Rechtsphilosoph und Kommunist
- Philipp Bechius (1521–1560), Arzt, Klassischer Philologe und Hochschullehrer
- Carl Albrecht Bernoulli (1868–1937), evangelischer Theologe und Schriftsteller
- Daniel Bernoulli (1700–1782), Mathematiker und Physiker
- Jakob I Bernoulli (1655–1705), Mathematiker
- Johann I Bernoulli (1667–1748), Mathematiker und Arzt
- Erasmus von Rotterdam (1466, 1467 oder 1469–1536), Humanist
- Karl Binding (1841–1920), deutscher Rechtswissenschaftler
- Edgar Bonjour (1898–1991), Historiker
- Sebastian Brant (1457 oder 1458–1521), deutscher Humanist, Jurist, Professor
- Isaak Bruckner (1686–1762), Geograph und Mechaniker
- Wilhelm Bruckner (1870–1952), Germanist und Linguist
- Jacob Burckhardt (1818–1897), Kunsthistoriker
- Ernst Ludwig Ehrlich (1921–2007), Judaist und Historiker
- Thomas Erastus (1524–1583), Theologe, Arzt und Professor
- Rudolf Eucken, Philosoph (1846–1926), deutscher Philosoph, Nobelpreis für Literatur 1908
- Adolf Gasser (1903–1985), Historiker und Theoretiker des Föderalismus
- Walter Gehring (1939–2014), Entwicklungsbiologe
- Hieronymus Gemusaeus (1505–1544), Mediziner und Humanist
- Lukas Gernler (1625–1675), Theologe
- Hermann von der Goltz (1835–1906), evangelischer Theologe und Kirchenpolitiker
- František Graus (1921–1989), tschechoslowakischer Historiker
- Hans Rudolf Guggisberg (1930–1996), Historiker
- Rudolf Hanhart (1780–1856), Pädagoge
- Carl Friedrich Heman (1839–1919), deutscher evangelischer Theologe und Professor für Philosophie
- Wolfgang Holzgreve (* 1955), deutscher Frauenarzt, Wissenschaftler und Manager
- Johann Jacob Huber (1707–1778), Mediziner, Botaniker und Hochschullehrer
- Arminio Janner (1886–1949), Hochschullehrer und Publizist
- Beat Jans (* 1964), Umweltnaturwissenschaftler und Bundesrat
- Karl Jaspers (1883–1969), deutscher Psychiater und Philosoph
- Werner Kaegi (1901–1979), Historiker
- Otto Kirn (1857–1911), deutscher lutherischer Theologe und Hochschullehrer
- Joachim Latacz (* 1934), deutscher Altphilologe
- Ludwig Lucius (1577–1642), evangelisch-reformierter Theologe und Hochschullehrer
- Peter Luder (um 1415–1472), deutscher Wanderredner, Humanist, Mediziner und Gelehrter
- Ottavio Lurati (1938–2023), Sprachwissenschaftler, Hochschullehrer, Preis Galileo Galilei
- Herbert Lüthy (1918–2002), Historiker
- Jacob Achilles Mähly (1828–1902), Altphilologe
- Rudolf Massini der Ältere (1845–1902), Internist, Professor, Universitätsrektor und Oberfeldarzt der Armee
- Rudolf Massini der Jüngere (1880–1954), Internist und Professor
- Markus Mattmüller (1928–2003), Historiker
- Carl Meissner (1800–1874), erster Professor für Botanik in Basel[35]
- Karl Meuli (1891–1968), Altphilologe
- Friedrich Miescher (1844–1895), Mediziner, Entdecker der Nukleinsäuren als saure Bestandteile des Zellkerns
- Paul Hermann Müller (1899–1965), Chemiker, Nobelpreis für Physiologie oder Medizin 1948
- Sebastian Münster (1488–1552), Kosmograph, Humanist und Hebraist
- Walter Muschg (1898–1965), Literaturhistoriker, Essayist und Politiker
- Friedrich Nietzsche (1844–1900), Philosoph
- Johannes Oekolampad (1482–1531), Reformator
- Franz Overbeck (1837–1905), Kirchenhistoriker und Professor für Evangelische Theologie
- Alexander Markowitsch Ostrowski (1893–1986), russisch-deutsch-schweizerischer Mathematiker
- Heinrich Ott (1929–2013), evangelisch-reformierter Theologe, Pfarrer, Professor für Systematische Theologie
- Paracelsus (1493 oder 1494–1541), Heilkundler
- Amandus Polanus von Polansdorf (1561–1610), deutscher reformierter Theologe
- Adolf Portmann (1897–1982), Biologe, Zoologe, Anthropologe und Naturphilosoph
- Tadeus Reichstein (1897–1996), Chemiker, Nobelpreis für Physiologie oder Medizin 1950
- Karl Ludwig Roth (1811–1860), Klassische Philologie
- Edgar Salin (1892–1974), deutscher Wirtschaftswissenschaftler
- C. Dieter Sasse (* 1934), deutscher Anatom, Ordinarius ab 1981 in Basel[36]
- Christian Friedrich Schönbein (1799–1868), deutsch-schweizerischer Chemiker und Physiker
- August Socin (1837–1899), Arzt
- Johann Jacob Spreng (1699–1768), Theologe und Professor für Griechisch
- Andreas Vesalius (1514–1564), Anatom und Chirurg
- Andreas von Tuhr (1864–1925), Jurist
- Wilhelm Vischer (1833–1886), Historiker
- Wilhelm Vischer-Bilfinger (1808–1874), Altphilologe
- Wilhelm Wackernagel (1806–1869), deutscher Philologe, Kunst- und Kulturhistoriker
- Johann Rudolf Wettstein (1614–1684), Theologe und Bibliothekar
- Johann Rudolf Wettstein (1647–1711), Philologe und Theologe
- Luzius Wildhaber (1937–2020), Jurist und ehemaliger Präsident des Europäischen Gerichtshofs für Menschenrechte
- Theodor Zwinger III. (1658–1724), Mediziner und Hochschullehrer

### Alumni
- Emil Baudenbacher (1874–1921), evangelischer Geistlicher und Volksschriftsteller
- Johannes Brandmüller (1593–1664), evangelischer Geistlicher in Mülhausen
- Jonas Breitenstein (1828–1877), Dichterpfarrer
- Auguste Bruckner (1919–1997), Klassische Archäologin
- Arnold Büchli (1885–1970), Lehrer, Heimat- und Volkstumsforscher
- August Burckhardt (1868–1935), Historiker
- Felix Burckhardt (1906–1992), Jurist und Dichter in Basler Mundart
- Ludwig August Burckhardt (1808–1863), Jurist und Historiker
- Marina Carobbio Guscetti (* 1966), Ärztin und Nationalratspräsidentin (2019)
- Marion Gräfin Dönhoff (1909–2002), Publizistin (Die Zeit) und Widerstandskämpferin
- Jacques Dubochet (* 1942), Biophysiker, Nobelpreis für Physiologie oder Medizin 2017 (Promotion)
- Friedrich Ecklin (1830–1904), evangelischer Geistlicher in Neuenburg
- Johann Baptist Eisenring (1868_1925), Jurist und Politiker
- Hans Erzer (1915–2009), Schweizer Jurist und Politiker
- Leonhard Euler (1707–1783), Mathematiker
- Alfred Fahr (1949–2024), Pharmazeut (Habilitation)
- Albert Gobat (1843–1914), Politiker, Friedensnobelpreis 1902 (Habilitation)
- Pierre Grosheintz (1906–1992), Direktor der Eidgenössischen Steuerverwaltung
- Sebastian Grübel (1520, 1528 oder 1529–1595), Lehrer und Theaterregisseur
- Simon Grynaeus (1725–1799), evangelischer Geistlicher und Übersetzer
- Hemmann Haberer (1505–1577), Landschreiber und Bühnenautor
- Albrecht von Haller (1708–1777), Mediziner und Dichter 1728–1729
- Jakob Heer (1784–1864), Pfarrer und Pädagoge
- Jeanne Hersch (1910–2000), Philosophin
- Johann Adolph Höltich (1641–1704), Jurist, immatrikuliert am 2. November 1666
- Otto Höschle (* 1952), Schriftsteller und Übersetzer
- Pierre Jaquet-Droz (1721–1790), Uhrmacher
- Carl Gustav Jung (1875–1961), Psychiater und Psychotherapeut
- Isidor Klimont (1869–1926), Chemiker und Hochschullehrer
- Anton Krättli (1922–2010), Literatur- und Theaterkritiker, Journalist und Redakteur
- Eduard Lehmann (1916–1986), Direktor der Eidgenössischen Finanzkontrolle
- Jeshajahu Leibowitz (1903–1994), israelischer Philosoph und Biochemiker
- Achim Lenz (* 1978), Schauspiel- und Musiktheaterregisseur, Autor und Universitätsdozent, Festspiel-Intendant
- Michael Maier (1569–1622), Arzt, Alchemist, Satiriker und neulateinischer Dichter
- Robert Martin-Achard (1919–1999), evangelischer Geistlicher und Hochschullehrer
- Elie Merlat (1634–1705), französischer evangelischer Geistlicher und Hochschullehrer
- Paul Hermann Müller (1899–1965), Chemiker, Nobelpreis für Physiologie oder Medizin 1948 (Promotion)
- Christiane Nüsslein-Volhard (* 1942), Biologin und Biochemikerin, Nobelpreis für Physiologie oder Medizin 1995 (Postdoktorat)
- Johann Caspar Pflaume (1644–1689), Jurist
- Charles-Daniel Prince (1689–1762), evangelischer Geistlicher
- Johann Rudolf Rebmann (1566–1605), evangelischer Geistlicher, Heimatforscher und Schriftsteller
- Jean Rilliet (1908–1980), evangelischer Theologe
- Anton Rimathé (1874–1943), Gewerkschaftsfunktionär und Politiker
- Pierre Roques (1685–1748), evangelischer Geistlicher
- Hans Schenkel (1869–1926), Physiker, Hochschullehrer und Politiker
- Robert F. Schloeth (1927–2012), Zoologe
- Otto Stich (1927–2012), Alt-Bundesrat und Bundespräsident (1988 und 1994)
- Johann Jakob Stutz (1842–1913), Jurist und Politiker
- Johann Georg Gustav Tobler (1769–1843), Pädagoge und Schriftsteller
- Hans Trümpy (1917–1989), Volkskundler
- Hans-Peter Tschudi (1913–2002), Alt-Bundesrat und Bundespräsident (1965 und 1970)
- Lilian Uchtenhagen (1928–2016), Politikerin und erste weibliche Bundesratskandidatin
- Beatrice Weder di Mauro (* 1965), Wirtschaftswissenschaftlerin
- Kurt Wüthrich (* 1938), Chemiker, Nobelpreis für Chemie 2002 (Promotion)
- Rolf Zinkernagel (* 1944), Arzt, Nobelpreis für Physiologie oder Medizin 1996 (Promotion)
- Alfons Karl Zwicker (* 1952), Komponist, Pianist und Maler
- Huldrych Zwingli (1484–1531), Reformator